# Буих, Яссин
Яссин Буих (итал. Yassin Bouih; род. 24 ноября 1996, Реджо-Эмилия, Эмилия-Романья) — итальянский легкоатлет, специалист по бегу на средние дистанции и кроссу. Выступает на профессиональном уровне с 2012 года, победитель и призёр первенств национального значения, участник ряда крупных международных стартов.

## Биография
Яссин Буих родился 24 ноября 1996 года в городе Реджо-нель-Эмилия, Эмилия-Романья, в семье выходцев из Марокко.
Успешно выступал на юношеских стартах национального значения с 2012 года, преимущественно в дисциплинах 800 и 1500 метров.
В 2013 году вошёл в состав итальянской сборной и выступил в 1500-метровом беге на юношеском мировом первенстве в Донецке. В беге на 800 метров занял пятое место на Гимназиаде в Бризилии.
В 2014 году участвовал в гонке юниоров на чемпионате Европы по кроссу в Самокове — занял 41-е место в личном зачёте и вместе с соотечественниками стал победителем командного зачёта.
В 2015 году показал 82-й результат среди юниоров на кроссовом чемпионате мира в Гуйяне, в 1500-метровой дисциплине стал седьмым на юниорском европейском первенстве в Эскильстуне, занял 18-е место в юниорском зачёте на кроссовом чемпионате Европы в Йере, получив при этом серебро командного зачёта.
На чемпионате Европы по кроссу 2016 года в Кья финишировал 31-м в личном зачёте молодёжи и стал победителем командного зачёта.
В 2017 году финишировал восьмым в беге на 1500 метров на чемпионате Европы в помещении в Белграде, шестым в беге на 3000 метров на командном чемпионате Европы в Лилле, тогда как на молодёжном европейском первенстве в Быдгоще в финал не вышел.
В 2018 году занял 11-е место в дисциплине 3000 метров на чемпионате мира в помещении в Бирмингеме.
В 2021 году помимо прочего бежал 3000 метров на чемпионате Европы в помещении в Торуне и на командном чемпионате Европы в Хожуве, принимал участие в чемпионате Европы по кроссу в Дублине, где показал на финише 46-й результат.
В 2022 году в дисциплине 3000 метров стартовал на чемпионате мира в помещении в Белграде.